# Rufus King
Rufus King (ur. 24 marca 1755, zm. 29 kwietnia 1827) – amerykański prawnik, dyplomata i polityk (Partia Federalistyczna).

## Życiorys
King urodził się w Scarborough, wtedy leżącym w stanie Massachusetts, teraz zaś w Maine. Studiował prawo w Harvardzie, lecz gdy wybuchła wojna z Brytyjczykami w 1776 walczył pod Rhode Island. Gdy Brytyjczycy opuścili Boston, wrócił na studia i w 1777 roku ukończył je.
W latach 1784–1787 uczestniczył w obradach Kongresu Kontynentalnego jako delegat z Massachusetts.
Był delegatem stanu Massachusetts na Kongres Konstytucyjny w 1787 roku, na którym współpracował z Alexandrem Hamiltonem.
W latach 1789–1796 i 1813–1825 reprezentował stan Nowy Jork w senacie Stanów Zjednoczonych. Dwukrotnie kandydował na wiceprezydenta USA, w 1804 i 1808 oraz raz na prezydenta w 1816 roku.
W latach 1796–1803 i znów w latach 1825–1826 minister pełnomocny USA w Wielkiej Brytanii. Podczas pierwszej misji z lat 1796-1803 udało mu się wykorzystać podstawę negocjacyjna jaką dawał Traktat Jaya i doprowadzić do znacznego polepszenia stosunków z Londynem. Choć był federalistą (jednym z liderów partii), demokrata Thomas Jefferson utrzymał go na tym urzędzie, dopóki w 1803 roku King sam nie złożył dymisji. Stosunki z Wielką Brytanią były wtedy jak najlepsze, choć po 1805 zaczęły się psuć.
Będąc w Londynie King poznał południowoamerykańskiego rewolucjonistę Francisco de Miranda, któremu ułatwił podróż do USA w celu zebrania sił i środków na wyprawę zbrojną do hiszpańskiej wówczas Wenezueli. Wyprawa Mirandy z 1806 roku nie powiodła się.
Był abolicjonistą.
Jego synami byli John A. King i James G. King.